# اس‌اس نیوفاندلند
اس‌اس نیوفاندلند (به انگلیسی: SS Newfoundland) یک کشتی بود که طول آن ۲۱۲٫۵ فوت (۶۴٫۸ متر) بود.